# Sonic Origami
Sonic Origami – dwudziesty album studyjny brytyjskiej rockowej grupy Uriah Heep wydany w 1998 roku, osadzony gatunkowo w hard rocku i rocku progresywnym, z charakterystycznym dla zespołu brzmieniem.

## Lista utworów
1. Between Two Worlds – 6:28
2. I Hear Voices – 3:59
3. Perfect Little Heart – 5:17
4. Heartless Land – 4:44
5. Only the Young – 4:45
6. In the Moment – 6:23
7. Question – 5:26
8. Change – 6:02
9. Shelter From the Rain – 6:10
10. Everything in Life – 3:15
11. Across the Miles – 5:13
12. Feels Like – 4:37
13. The Golden Palace – 8:31
14. Sweet Pretender – 4:43

## Twórcy
- Mick Box – gitara
- Bernie Shaw – śpiew
- Phil Lanzon – instrumenty klawiszowe, śpiew boczny
- Lee Kerslake – perkusja
- Trevor Bolder – gitara basowa